# 秘魯牙漢魚
秘魯牙漢魚，為輻鰭魚綱銀漢魚目擬銀漢魚科的其中一種，分布於南美洲拉布拉他河、烏拉圭河及巴西南部淡水流域，為溫帶魚類，棲息在底中層水域，生活習性不明。